# Kanton Fruges
Kanton Fruges is een kanton van het Franse departement Pas-de-Calais. Het kanton maakt deel uit van de arrondissementen Montreuil en Sint-Omaars.
In 2015 werd het aantal gemeenten uitgebreid van 25 naar 55 door de opheffing van het kanton Fauquembergues en door het herindelen van elf gemeenten van Aire-sur-la-Lys en een van Lumbres, allen uit het arrondissement Sint-Omaars. Na die tijd is het aantal nog met drie afgenomen door herindelingen.

## Gemeenten
Het kanton Fruges omvat de volgende gemeenten:
- Ambricourt
- Audincthun
- Avondance
- Avroult
- Beaumetz-lès-Aire
- Bellinghem
- Bomy
- Canlers
- Coupelle-Neuve
- Coupelle-Vieille
- Coyecques
- Crépy
- Créquy
- Delettes
- Dennebrœucq
- Ecques
- Embry
- Enquin-lez-Guinegatte
- Fauquembergues
- Febvin-Palfart
- Fléchin
- Fressin
- Fruges (hoofdplaats)
- Heuringhem
- Hézecques
- Laires
- Lebiez
- Lugy
- Mametz
- Matringhem
- Mencas
- Merck-Saint-Liévin
- Planques
- Quiestède
- Racquinghem
- Radinghem
- Reclinghem
- Renty
- Rimboval
- Royon
- Ruisseauville
- Sains-lès-Fressin
- Saint-Augustin
- Saint-Martin-d'Hardinghem
- Senlis
- Thérouanne
- Thiembronne
- Torcy
- Verchin
- Vincly
- Wardrecques

Voor de herindeling waren dit:
- Ambricourt
- Avondance
- Canlers
- Coupelle-Neuve
- Coupelle-Vieille
- Crépy
- Créquy
- Embry
- Fressin
- Fruges
- Hézecques
- Lebiez
- Lugy
- Matringhem
- Mencas
- Planques
- Radinghem
- Rimboval
- Royon
- Ruisseauville
- Sains-lès-Fressin
- Senlis
- Torcy
- Verchin
- Vincly